# گو-بوگیو

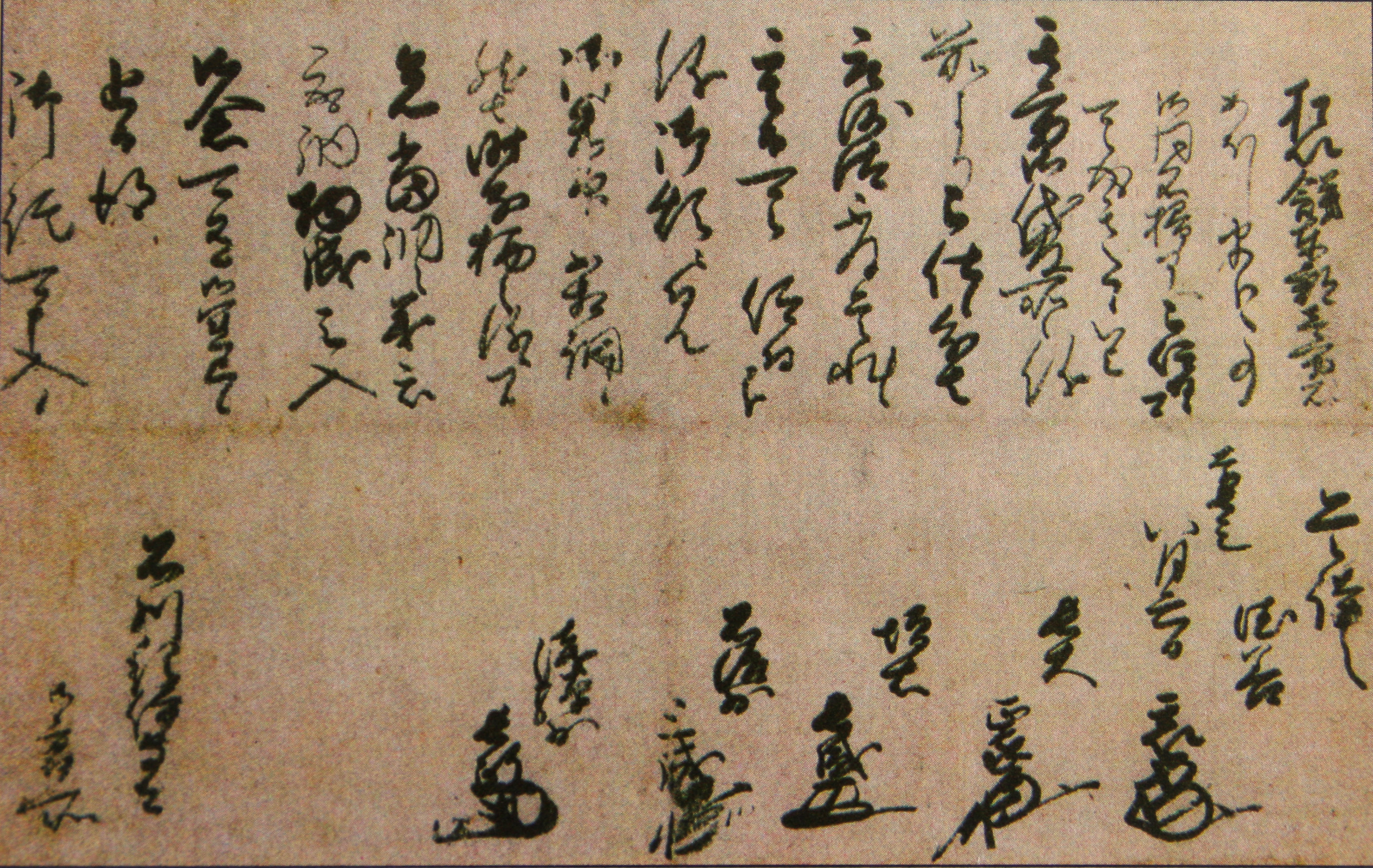
دست خط هیده‌یوشی که در آن نام اعضای هیئت را مشخص کرده‌است.

گو-بوگیو (به ژاپنی: 五奉行 go-Bugyō) به هیئتی پنج نفره گفته می‌شود که به همراه هیئت پنج نفره گوتایرو پس از مرگ تویوتومی هیده‌یوشی زمام امور کشور ژاپن را در دست گرفتند. اعضای هیئت مدیر و موکل و گرفتن تصمیمات سیاسی در مورد اداره پایتخت کیوتو و مناطق اطراف آن بودند که به آنها کینای یا استان‌های داخلی گفته می‌شد.
گو-بوگیو به پنج سیاستمدار (مقام قضایی مانند) مانند آسانو ناگاماسا و ایشیدا میتسوناری اشاره دارد که عمدتاً مسئولیت امور عملی دولت را بر اساس سیستم و خواست هیده‌یوشی را در دوره در پایان رژیم تویوتومی بر عهده داشتند. در آن زمان، دوره آزوچی-مومویاما نام خاصی مانند «گو-بوگیو» وجود نداشت و به آنها «بوگیو»، «توشیوری» و غیره می‌گفتند. بوگیو اغلب به عنوان کمیسر، قاضی یا فرماندار ترجمه می‌شود.
اعتقاد بر این بود که گوبوگیو در سال ۱۵۸۵ بر اساس کتاب تاریخی تایکوکی نوشته اوزه هوآن ساخته شد. همچنین نظریه ای وجود دارد که در ژوئیه ۱۵۹۸، درست قبل از مرگ تویوتومی هیده‌یوشی، تأسیس شد.
در دولت تویوتومی، بسیاری از قضات، از جمله اوتانی یوشیتسوگو و کونیشی یوکیناگا، مسئولیت مدیریت را بر عهده داشتند و از میان آنها، پنج نفر که نقش‌های مهمی را ایفا می‌کردند، گو-بوگیو نامیده می‌شدند. همچنین گفته می‌شود که تعداد پنج نفر عدد ثابتی نبوده و زمانی که آسانو ناگاماسا به دلیل حادثه هاراکیری هیده‌تسوگو (۱۵ ژوئیهٔ ۱۵۹۵) به‌طور موقت از قدرت خارج شد، دو نفر به عنوان قاضی به جای ناگاماسا خدمت کردند.
در سال ۱۶۰۰، زمانی که ایشیدا میتسوناری و موری تروموتو، یکی از اعضای گوتایرو (پنج پیر)، در نبرد سکیگاهارا جنگیدند، ناتسوکا ماساایه در ارتش غربی به تروموتو و میتسوناری و دیگران پیوست و آسانو ناگاماسا به ارتش توکوگاوا هیده‌تادا در ارتش شرقی تعلق داشت. دو نفر به نام‌های مائدا گنئی و ماشیتا ناگاموری در قلعه اوساکا زندگی می‌کردند.

## اعضای هیئت
- آسانو ناگاماسا
- مائدا گنئی
- ماشیتا ناگاموری
- ناتسوکا ماساایه
- ایشیدا میتسوناری

پس از حادثه هاراکیری هیده‌تسوگو، آسانو ناگاماسا مدتی از این این هیئت برکنار شد و به جای وی میابه کیجون و تومیتا ایپاکو به این هیئت اضافه شده و اعضای آن برای مدتی به شش نفر افزایش یافت.